# Heinrich Schaffer

Schaffer im Trikot des Dresdner SC

Heinrich Schaffer (* 16. Dezember 1917; † nach 1987) war ein deutscher Fußballspieler, der 1938 ein Länderspiel für die damalige Tschechoslowakei bestritten hat. Mit dem Dresdner SC wurde er zweimal Deutscher Fußballmeister und zweimal Pokalsieger.

## Leben
Schaffer wuchs im nordböhmischen Teplitz auf und spielte von 1932 bis 1938 beim Teplitzer FK, zuletzt in der höchsten tschechoslowakischen Fußball-Liga. Am 3. April 1938 debütierte er – wie auch sein Teplitzer Vereinskollege Heiner Kugler – beim 0:4 in Basel gegen die Schweiz in der tschechoslowakischen Nationalmannschaft.
Zu Beginn der Saison 1938/39 wechselte Schaffer zum Dresdner SC in die Gauliga Sachsen, eine der damals 18 höchsten Fußballklassen in Deutschland. Mit den Dresdnern gewann der Stürmer Schaffer die Gaumeisterschaft und nahm anschließend an der Endrunde zur Deutschen Meisterschaft teil. Er wurde in allen neun Endrundenspielen eingesetzt und gewann mit seiner Mannschaft Platz 3 nach einem 3:2-Sieg über den Hamburger SV. In den Endrundenspielen erzielte Schaffer vier Tore. Zwischen 1939 und 1944 wurde Schaffer mit dem Dresdner SC fünfmal sächsischer Meister und nahm an den jeweiligen Endrunden zur Deutschen Meisterschaft teil. 1940 erreichte er das Endspiel, in dem er als Mittelstürmer aufgeboten wurde, die Dresdner unterlagen jedoch Schalke 04 mit 0:1. 1943 erreichten die Dresdner erneut das Endspiel. Mit Schaffer auf der rechten Sturmseite gewann der DSC nach einem 3:0-Sieg über FV Saarbrücken seine erste deutsche Meisterschaft. Dieser Erfolg wurde ein Jahr später wiederholt. Schaffer wurde in allen fünf Endrundenspielen eingesetzt und erzielte im Finale gegen den LSV Hamburg zwei Tore beim 4:0-Sieg.
Zweimal stand Schaffer mit dem Dresdner SC im Finale um den Tschammerpokal. Am 1. Dezember 1940 hieß das Endspiel DSC – 1. FC Nürnberg. Mit Schaffer als rechtem Halbstürmer gewannen die Dresdner mit 2:1, Schaffer erzielte in der 94. Minute den Siegtreffer. Ein Jahr später, am 2. November 1941 verteidigte der DSC den Pokal mit einem 2:1-Sieg über Schalke 04. Schaffer spielte erneut auf den halbrechten Sturmseite.
Nach dem Ende des Zweiten Weltkriegs siedelte Schaffer nach Hamburg um und schloss sich dem FC St. Pauli an. Dieser beteiligte sich ab 1946 wieder am überregionalen Fußballspielbetrieb, wurde 1948 Vizemeister der Oberliga Nord und der Britischen Zone. Damit hatte er sich für die Endrunde der Deutschen Meisterschaft qualifiziert, für Schaffer bedeutete dies die sechste Endrundenteilnahme. Diese Endrunde begann bereits mit dem Viertelfinale, das St. Pauli mit 7:0 über Union Oberschöneweide gewann, Schaffer als halbrechter Stürmer erzielte dabei drei Tore. Schaffer gehörte auch noch in der Spielzeit 1948/49 zum Aufgebot des FC St. Pauli, der erneut norddeutscher Vizemeister wurde. In den folgenden fünf Endrundenspielen der Deutschen Meisterschaft wurde Schaffer jedoch nicht mehr eingesetzt.
Im Sommer 1949 wechselte er im Alter von 32 Jahren zum SSV Wuppertal, wo ab 1950 sein früherer Dresdner Mitspieler Herbert Pohl als Spielertrainer fungierte und mit Henry Keßler, Walter Werner und Hermann Michael noch weitere ehemalige Dresdner und St. Paulianer unter Vertrag waren. Schaffer spielte dort noch in der Saison 1950/51 in der 2. Liga West, später im Amateurfußball bei SC Sonnborn 07 und Blau-Gelb Barmen, danach verliert sich seine Spur als aktiver Spieler. An Treffen mit früheren Dresdner Mitspielern nahm er noch 30 Jahre später regelmäßig teil.